# Teatro Principal (Alicante)
El Teatro Principal es el edificio teatral más importante de la ciudad española de Alicante. Está situado en la plaza de Ruperto Chapí. 

## Historia
El 23 de septiembre de 1845, varios comerciantes de la ciudad, dos aristócratas y dos familias de propietarios decidieron la construcción de un teatro. El Ayuntamiento, por acuerdo de 18 de octubre de 1845, cedió los terrenos necesarios. El proyecto del edificio fue realizado por el arquitecto alicantino Emilio Jover Perrón en estilo neoclásico, con una planta de 234 × 122 × 54 palmos, pórtico de seis columnas dóricas y frontón triangular con tímpano liso. Las obras de construcción del entonces llamado Teatro Nuevo, para diferenciarlo del teatro antiguo existente a la calle de Liorna, comenzaron en 1846 en la, entonces, plaza del Barranquet. Su construcción costó en total 960 000 reales y se inauguró el 25 de septiembre de 1847 con la representación del drama romántico Guzmán el Bueno de Antonio Gil de Zárate. Diez años más tarde pasó a denominarse Teatro de Alicante y, poco después, Teatro Principal. 
El 28 de febrero de 1939, durante la Guerra Civil, fue parcialmente destruido por un bombardeo, por lo que tuvo que ser restaurado entre los años 1939 y 1941 por el arquitecto Juan Vidal Ramos. Posteriormente, de 1985 a 1992, fue reformado para ampliar la escena y su tramoya, modificando en parte su imagen original.